# Pharsalus repandus
Pharsalus repandus är en insektsart som beskrevs av Melichar 1906. Pharsalus repandus ingår i släktet Pharsalus och familjen sköldstritar. Inga underarter finns listade i Catalogue of Life.